# Kisléva
Kisléva (szlovákul: Iliavka) Illava városrésze, egykor önálló község Szlovákiában, a Trencséni kerületben, az Illavai járásban.

## Fekvése
Illava városrésze, a városközponttól 8 km-re dél-délkeletre, az Illavai völgyben fekszik.

## Története
1472-ben említik először, története során végig az Illavai váruradalom része volt. Lakói főként erdei munkákkal foglalkoztak.
A 18. század végén Vályi András így ír róla: „ILLAVKA. Tót falu Trentsén Várm. földes Ura G. Königszeg Uraság, lakosai katolikusok, fekszik Illavától délre fél mértföldnyire, és annak filiája, réttye, legelője, fája van, de földgye kevés.”
Fényes Elek 1851-ben kiadott geográfiai szótárában így ír a faluról: „Illávka, tót falu, Trencsén vmegyében, Illavához 1 fertály: 204 kath. lak. F. u. gr. Königsegg.”
Kislévának 1910-ben 175, túlnyomórészt szlovák lakosa volt. A trianoni békéig Trencsén vármegye Illavai járásához tartozott.
1969-ben Illavához csatolták.

## Külső hivatkozások
- Kisléva Szlovákia térképén

## Lásd még
- Illava
- Klobusic